# 남성현역
남성현역(Namseonghyeon station, 南省峴驛)은 경상북도 청도군 화양읍 다로리에 위치한 경부선의 철도역이다. 무궁화호 열차가 1일 5회 정차하며, 2003년 역 일대를 대대적으로 개보수하였다.

## 연혁
- 1919년 8월 1일 : 신호소로 영업 개시
- 1923년 5월 15일 : 역사 준공 및 보통역 승격
- 1943년 6월 1일 : 경부선 복선화로 역사 이전
- 2003년 7월 21일 : 현 역사 신축 준공
- 2014년 6월 30일 : 무궁화호 서울~부산간 상하행 열차 4회 추가 정차

## 역 구조
이 역 북쪽에 있는 터널의 급곡선으로 인해 아래 배선도와 같이 다른 역과 달리 부산방면에 한하여 승강장 외선이 본선이다. 아래 배선도에서, 화살표가 있는 선이 본선이다.

### 승강장
| ↑경산       |
| 상 \| 하 \| |
| 청도↓       |

| 상선 | 경부선 | 무궁화호 | 천안·수원·서울 방면 |
| 하선 | 경부선 | 무궁화호 | 밀양·구포·부산 방면 |

## 성현 스위치백
1904년 경상북도 청도군을 지나는 경부선 상에 성현 터널을 시공하였다. 공사 당시 성현터널(현 와인터널, 1937년 폐쇄)의 지세가 험준하고 길이 협소하여 철도 공사 재료를 운반하기가 곤란하자 터널의 남북 양 입구에 8개의 스위치백으로 본선과 연락하는 우회 가선을 부설하였다. 이 시설은 당시 일본 철도에서는 전례가 없던 최초의 시도였다. 약 2개월의 공사 기간 동안 인부 1만∼2만 명을 투입하여 1904년 6월 7일 부설을 마쳤다. 경부선이 개통된 후 이 노선은 위험성으로 일반 노선 운행이 불가능하기 때문에 철거되었다. 과거 없어진 스위치백 노선을 포함하면 지금의 대한민국은 물론 한반도 최초의 스위치백이다. 남성현역 근처 성현 터널을 부설하기 위한 스위치백 흔적이 지금도 일부 남아 있다.

## 인접한 역
| 경부선         | 경부선                 | 경부선              |
| -------------- | ---------------------- | ------------------- |
| 경산 서울 방면 | 무궁화호 경부선·경전선 | 청도 부산·진주 방면 |